# 告知せず
『告知せず』（こくちせず）は、テレビ朝日系列で、2008年11月15日の21:00 - 23:21（JST）に放送されたテレビドラマの特別番組。

## 概要
- ガン告知を信条としてきた外科医の妻がガンに倒れた。告知すべきか否か、外科医の心が揺れる。ドラマは、外科医とその妻、研修医である息子の3人を軸に展開される。
- テレビ朝日開局50周年記念番組の位置付けがなされ、平成20年度文化庁芸術祭にも参加している。
- 視聴率は19.6%（関東地区）24.8%（関西地区）を記録した。

## 出演
- 長谷川誠至：渡哲也
- 長谷川涼：滝沢秀明
- 長谷川十央子：高畑淳子
- 橋本京子：高島礼子（友情出演）
- 山崎荘一：舘ひろし（同上）
- 橘亜希子：美保純
- 橘有美子：奥貫薫
- 橋本竜二：相島一之
- 吉田和也：渡邉邦門
- 佐久間正：金児憲史
- 橋本洋輝：土井洋輝（子役）
- 三浦直樹：金井勇太
- 中村修：伊崎充則
- 渡辺智子：兎本有紀
- 工藤あさぎ、浜葉みやこ、中田博之
- 吉田雄二：小野武彦
- 町田茂：長門裕之
- 松田教授：神山繁
- 桑原建吾：古谷一行

## スタッフ
- 製作：テレビ朝日、石原プロモーション
- 企画：小林正彦（石原プロモーション）
- 原作：大原健士郎「おれたちは家族」
- 脚本：永田優子
- 監督：佐々部清
- 音楽：宮川彬良
- 挿入歌：ザ・スパイダース「いつまでもどこまでも」
- プロデューサー：西河喜美子（テレビ朝日）、山崎智広（石原プロモーション）
- 美術協力：テレビ朝日クリエイト
- スチル：文化工房
- ロケ協力：山梨県、笛吹市、山梨県立中央病院、ルーテル学院大学、グアム政府観光局　ほか

## 遅れネット局
- RKC高知放送（日本テレビ系列）：2009年2月14日土曜日15:00〜17:20